# 헤오르히 부샨
헤오르히 미콜라요비치 부샨(우크라이나어: Гео́ргій Микола́йович Буща́н, 1994년 5월 31일 ~ )은 사우디 프로페셔널리그 클럽 알샤바브와 우크라이나 국가대표팀에서 골키퍼로 활약하는 우크라이나의 프로 축구 선수이다.

## 구단 경력

### 디나모 키이우
부샨은 오데사에서 축구를 시작하여 초르노모레츠 오데사 축구 학교에 다녔다. 14살 때 부샨은 키이우로 이주하여 디나모 키이우 유소년 및 리저브 팀에서 뛰기 시작했다. 그는 2011-12년 시즌부터 디나모의 1군 스쿼드에 합류했다. 2017년 8월 20일까지 데뷔한 그는 NSC 올림피스키 스타디움에서 열린 스탈 카미얀스케와의 우크라이나 프리미어리그 경기에서 팀이 4-1로 승리하는 데 기여했다. 2017년 11월 2일, 그는 스타드 드 스위스에서 열린 영 보이스와의 경기에서 1-0으로 승리하며 UEFA 유로파리그 데뷔 전을 치렀다. 2019-20년 시즌에는 부샨이 디나모의 주전 골키퍼로 자리매김했다.

### 알샤바브
2025년 1월 29일, 부샨은 사우디 프로페셔널리그 클럽 알샤바브와 2년 반 계약을 체결했다.

## 국가대표팀 경력
그는 2020년 10월 7일, 프랑스와의 친선 경기에서 우크라이나 국가대표팀 데뷔 전을 치렀으며, 원정 경기에서는 7-1로 패배했다. 그는 3일 후 독일과의 UEFA 네이션스리그 경기에서 경쟁적으로 데뷔했다. 3일 후인 2020년 10월 13일, 그는 스페인과의 홈 경기에서 1-0 승리를 거두며 첫 국제 클린 시트를 기록했다.
부샨은 우크라이나가 처음으로 UEFA 유럽 축구 선수권 대회 8강에 진출한 UEFA 유로 2020에서 우크라이나의 주전 골키퍼로 활약했다.
2024년 6월 7일, 그는 팀의 감독 세르히 레브로우에 의해 우크라이나의 UEFA 유로 2024 대표팀에 선발되었다.